# Het land van de blikken mannen
Het land van de blikken mannen is een verhaal uit de Bommelsaga, geschreven en getekend door Marten Toonder. Het verhaal verscheen voor het eerst op 28 september 1942 liep tot 11 december 1942 in stroken in De Telegraaf.

## Samenvatting
Tom Poes heeft in een café in de grootste havenstad Ankerdam opnieuw een ontmoeting met kapitein Wal Rus, die met de Albatros onderweg is naar het vulkanische eiland Kaap Lava om daar een lading erwten af te leveren. Tom Poes besluit met de kapitein mee te gaan. De verstekeling Ukkie Oetang reist ook mee. 
Als ze aankomen op Kaap Lava, blijkt dit eiland te worden geterroriseerd door een leger van robots die een heel eigen stad van staal hebben gebouwd. De robots zijn een creatie van professor Sickbock, die zich op het eiland heeft gevestigd en de robots heeft gemaakt van het ijzererts van de vulkaan. Sickbock heeft de eigenlijke bewoners van Kaap Lava in een grot op laten sluiten. Verstekeling Ukkie Oetang verslaat eigenhandig een robotleger, nadat de kapitein en Tom Poes het onderspit hadden gedolven.
Inmiddels arriveren ook heer Bommel en Wammes Waggel met hun zeilboot. Heer Bommel wil op het eiland onderzoeken waarom de vuurtorens en radiostations niet functioneren. Uiteindelijk weten ze met z'n vijven de ijzeren stad te vernietigen. Tom Poes kreeg het idee om zeewater in de vulkaan te laten stromen, waarna de stalen stad door een vulkaanuitbarsting geheel wordt vernietigd. Professor Sickbock weet zichzelf op tijd in veiligheid te brengen in een speciale aardbevingsbol. De vijf vrienden weten de Albatros weer te bereiken.
Kapitein Wal Rus stuurt via de marconist bericht naar de politie om hulp te vragen voor de in een grot opgesloten bevolking. Intussen laat hij de kok een groot feestmaal bereiden. Hij stelt voor een dronk uit te brengen op de gezondheid van een slimme en een sterke kerel, die aan zijn tafel aanzit. Heer Bommel merkt niet-begrijpend op dat het niet zo heel moeilijk was.
Vanuit zee aanschouwt een verbitterde professor Sickbock inmiddels de resten van de vulkaan en de stalen stad. Zijn spel is voorlopig uit.

## Achtergronden
- Het verhaal bevat duidelijk meerdere verwijzingen naar de Tweede Wereldoorlog, zoals het massaal opsluiten van mensen, iets wat in werkelijkheid door de nazi's werd gedaan in de concentratiekampen. Ook is er mogelijk een verwijzing naar de Atlantikwall (op het moment dat Toonder het verhaal schreef was deze juist volop in aanbouw) als Sickbock wanneer hij wordt aangevallen alle toegangswegen tot de stalen stad afsluit.
- De stripstroken 470 tm 482 hebben een afwijkend formaat; ze bevatten in plaats van de gebruikelijke drie, maar twee of slechts één tekening per strook.

## Herwerkte versie
Eind jaren 80 verscheen er in de Donald Duck een herwerkte ballonstripversie van het verhaal. Kaap Lava heet hier Vulkanje. Ukkie Oetang is hier een medewerker van het vakantiebureau waar Tom Poes en heer Bommel hun reis boeken. In de Revue-uitgave wordt ook de naam Vulkanje gebruikt.

## Voetnoot / Bronnen
1. ↑  Tom Poes en het land van de blikken mannen | De Bommel schatkamer. www.heerbommel.info. Geraadpleegd op 29 september 2023.
2. ↑  Resultaten | Delpher. www.delpher.nl. Geraadpleegd op 29 september 2023.